# AKB48コント「びみょ〜」
『ひかりTV presents AKB48コント「びみょ〜」』（ひかりティーヴィー プレゼンツ エーケービー フォーティエイト コント びみょ〜、略称：びみょ〜）は、ひかりTVチャンネル1で2011年9月29日から2012年2月23日に配信されていたAKB48のコント番組。

## 概要
AKB48とひかりTVの大型タイアップ企画でAKB48初の本格コント番組。秋元康が監修した様々なコントに、AKB48のメンバーが体当たりで挑戦。アイドルの域を超えて本気で笑いを極めるという新たな挑戦であり、他では見られないメンバーの新たな一面が見られる番組。番組のホームページには、メンバーに秋元康が直接指導をするシーンも掲載されている。
オープニングには、『ダウンタウンのガキの使いやあらへんで!!』のピカデリー梅田役などで知られる菅登未男が登場し、「アイドルにコント出来んのか?なめんな!」というセリフで番組はスタートする。当番組の特徴として「メンバーたちが本格コントに初挑戦」ということもあり、コントの直後に出演メンバー達が感想などを述べるメイキング形式の映像を流している点が挙げられる。エンディングにも同様の映像が使われ、そこでメンバー達のオフショットが垣間見える。また、コント番組としては珍しくコント内のセリフに合わせて積極的にテロップを入れている点も特徴。基本的にほとんどのコントで同じ字体のテロップを使用しているが、たまにコントの世界観に合わせて独自の字体のテロップを入れているもの（「正統派アイドル教室」や「食物連鎖」など）、または一切入れていないもの（「告白」や「インタビュアー」など）もある。基本的には1話完結の単発コントだが、「殺し屋」、「初めての体験」、「幽霊マンション」のように1回につき複数話放送されるショートショート形式のコントもあるほか、シリーズ化されたコントもある。
登場キャラは大半が1回だけの出演だが中には内田眞由美が演じる「岩」みたいに複数のコントで出演するキャラもいた。
1度の放送に放映されるコントは6本程度。コント直後の出演者のコメント映像後、「続いてのコントはこちら」あるいは「まだまだコントは続きます」というメンバーの声から次のコントに移る。第8回からは、SKE48のメンバーも出演している。
なお、第20回放送エンディングにおいて、本番組の第2弾企画進行中の告知がされ、2012年6月29日から『びみょ〜な扉 AKB48のガチチャレ』の放送を開始した。

## 放送日程
| 回 | 放送日         | コント                     | 主な出演者 |
| -- | -------------- | -------------------------- | --- |
| 1  | 2011年 9月29日 | レッスン場                 | 前田敦子、指原莉乃、高橋みなみ、小嶋陽菜、篠田麻里子、柏木由紀、高城亜樹 |
| 1  | 2011年 9月29日 | 楽屋                       | 板野友美、峯岸みなみ、河西智美、渡辺麻友、北原里英 |
| 1  | 2011年 9月29日 | スナック「さえ」           | 宮澤佐江、大島優子、梅田彩佳 |
| 1  | 2011年 9月29日 | にわとり小屋               | 峯岸みなみ、横山由依、渡辺麻友 |
| 1  | 2011年 9月29日 | フェロモン刑事             | 河西智美、仁藤萌乃、北原里英 |
| 2  | 10月6日        | タクシー                   | 篠田麻里子、柏木由紀 |
| 2  | 10月6日        | 工事現場                   | 小嶋陽菜 |
| 2  | 10月6日        | 正統派アイドル教室         | 渡辺麻友、仁藤萌乃、北原里英、横山由依、河西智美、峯岸みなみ |
| 2  | 10月6日        | 視力検査                   | 横山由依 |
| 2  | 10月6日        | うなぎと梅干               | 倉持明日香、多田愛佳、渡辺麻友 |
| 2  | 10月6日        | 秋葉亭48                   | 大島優子、宮澤佐江、横山由依、梅田彩佳、藤江れいな、田名部生来、野中美郷、内田眞由美、米沢瑠美、中塚智実、サイード横田絵玲奈、武藤十夢、田野優花、佐々木優佳里、鈴木里香、高橋朱里、岩田華怜、大森美優 |
| 2  | 10月6日        | 振り付け教室               | 宮澤佐江、藤江れいな、野中美郷、内田眞由美 |
| 3  | 10月13日       | ファミレス                 | 峯岸みなみ、渡辺麻友、横山由依、北原里英、仁藤萌乃、板野友美 |
| 3  | 10月13日       | 研究室                     | 梅田彩佳、大島優子 |
| 3  | 10月13日       | 理想の恋                   | 藤江れいな、宮澤佐江 |
| 3  | 10月13日       | 探し犬                     | 竹内美宥、松井咲子、宮崎美穂 |
| 3  | 10月13日       | マナーGメンウメダー        | 梅田彩佳、横山由依、田名部生来、米沢瑠美 |
| 3  | 10月13日       | 告白                       | 仲川遥香、岩佐美咲、仲谷明香 |
| 4  | 10月20日       | 師匠と弟子                 | 柏木由紀、市川美織、佐藤すみれ、増田有華 |
| 4  | 10月20日       | 空気読めない女             | 横山由依、宮澤佐江、梅田彩佳、藤江れいな、中塚智実 |
| 4  | 10月20日       | お弁当                     | 市川美織、増田有華 |
| 4  | 10月20日       | 東京タワ雄                 | 佐藤夏希、河西智美、多田愛佳、大家志津香、平嶋夏海、小森美果 |
| 4  | 10月20日       | ダジャリエンヌ・サエ       | 宮澤佐江 |
| 4  | 10月20日       | ムチャブリモデル           | 宮崎美穂、岩佐美咲、仲川遥香、島田晴香、竹内美宥 |
| 5  | 10月27日       | テロップ漫談               | 大島優子、田名部生来、野中美郷 |
| 5  | 10月27日       | スーパーAD ジェシー        | 秋元才加、増田有華、柏木由紀、大家志津香、倉持明日香 |
| 5  | 10月27日       | 食物連鎖                   | 阿部マリア、佐藤すみれ、倉持明日香、増田有華、大家志津香 |
| 5  | 10月27日       | 笑い屋専門学校             | 小森美果、菊地あやか、島田晴香、松井咲子、仲谷明香、平嶋夏海、内田眞由美 |
| 5  | 10月27日       | 疑心暗鬼戦士ホンマヤン     | 横山由依、梅田彩佳、中塚智実、米沢瑠美 |
| 5  | 10月27日       | 覆面調査員                 | 仲谷明香、仲川遥香、菊地あやか、中田ちさと、竹内美宥 |
| 5  | 10月27日       | インタビュアー             | 渡辺麻友、平嶋夏海 |
| 6  | 11月3日        | カメラマン 篠山峯紀信      | 峯岸みなみ、梅田彩佳、北原里英、横山由依、宮澤佐江、高城亜樹、藤江れいな |
| 6  | 11月3日        | アホ休さん                 | 柏木由紀、秋元才加、佐藤すみれ、倉持明日香 |
| 6  | 11月3日        | 熱血先生                   | 大島優子、田名部生来、内田眞由美 |
| 6  | 11月3日        | 猫ミミメイド喫茶           | 倉持明日香、大家志津香、増田有華、阿部マリア |
| 6  | 11月3日        | 十五夜                     | 小森美果、平嶋夏海、岩佐美咲、中田ちさと、内田眞由美 |
| 6  | 11月3日        | メモ                       | 市川美織、倉持明日香、宮澤佐江、佐藤すみれ、増田有華、阿部マリア、伊豆田莉奈、大森美優、加藤玲奈、サイード横田絵玲奈、佐々木優佳里、高橋朱里、平田梨奈、藤田奈那、他6名                                |
| 7  | 11月10日       | 美容室                     | 前田亜美、梅田彩佳、秋元才加、峯岸みなみ、山内鈴蘭、北原里英 |
| 7  | 11月10日       | 家政婦の三田               | 横山由依、高城亜樹、宮澤佐江 |
| 7  | 11月10日       | 永遠の家族                 | 秋元才加、北原里英、山内鈴蘭 |
| 7  | 11月10日       | 全日本クイズ選手権         | 宮崎美穂、小森美果、松井咲子、竹内美宥、島田晴香 |
| 7  | 11月10日       | 時代を築いた動物たち       | 指原莉乃、高城亜樹、横山由依、宮澤佐江、梅田彩佳、藤江れいな |
| 8  | 11月17日       | 超能力学園                 | 峯岸みなみ、前田亜美、梅田彩佳、秋元才加、山内鈴蘭、北原里英 |
| 8  | 11月17日       | マゾヒストの欲望           | 倉持明日香、中塚智実、仁藤萌乃、内田眞由美 |
| 8  | 11月17日       | 殺し屋                     | 松井珠理奈、高柳明音、原望奈美、桑原みずき、矢神久美 |
| 8  | 11月17日       | 手荷物検査                 | 渡辺麻友、平嶋夏海、河西智美、小森美果、鈴木まりや、佐藤すみれ |
| 8  | 11月17日       | BAR                        | 増田有華、倉持明日香、大家志津香、阿部マリア |
| 8  | 11月17日       | 天才女性格闘家の彼氏       | 宮澤佐江、指原莉乃、横山由依 |
| 9  | 11月24日       | 桃太郎総選挙               | 松井珠理奈、高柳明音、原望奈美、矢神久美、桑原みずき |
| 9  | 11月24日       | バーゲン戦争               | 松原夏海、倉持明日香、仁藤萌乃、内田眞由美、野中美郷、中塚智実 |
| 9  | 11月24日       | 喫茶ガソリンスタンド       | 梅田彩佳、北原里英、前田亜美 |
| 9  | 11月24日       | 天使の笑顔                 | 多田愛佳、片山陽加、仲川遥香 |
| 9  | 11月24日       | キャッツアイ会議           | 佐藤夏希、佐藤すみれ、河西智美、倉持明日香（声のみ） |
| 9  | 11月24日       | デコ電                     | 横山由依、中塚智実、藤江れいな |
| 9  | 11月24日       | 世にも悲しき家族           | 菊地あやか、中田ちさと、島田晴香、竹内美宥 |
| 10 | 12月1日        | 鏡の中のトモミさま         | 板野友美、山内鈴蘭 |
| 10 | 12月1日        | LADY DADA                  | 秋元才加、佐藤亜美菜、佐藤すみれ、市川美織、入山杏奈、仁藤萌乃 |
| 10 | 12月1日        | 犬会話                     | 倉持明日香、矢神久美、松原夏海、桑原みずき、内田眞由美、原望奈美 |
| 10 | 12月1日        | 誕生日会の反省             | 大家志津香、河西智美、渡辺麻友、多田愛佳、佐藤すみれ |
| 10 | 12月1日        | なでしこJAPAN              | 倉持明日香、多田愛佳、中塚智実、仁藤萌乃、仲川遥香、松原夏海、内田眞由美、野中美郷 |
| 10 | 12月1日        | 昇進会見                   | 島田晴香、平嶋夏海、佐藤亜美菜、市川美織 |
| 11 | 12月8日        | 業界人間ベム田             | 増田有華、高城亜樹、宮澤佐江、平嶋夏海、佐藤亜美菜 |
| 11 | 12月8日        | 最後の大会                 | 秋元才加、市川美織、入山杏奈、仁藤萌乃、山内鈴蘭、佐藤亜美菜、佐藤すみれ |
| 11 | 12月8日        | 試験勉強                   | 多田愛佳、仲川遥香 |
| 11 | 12月8日        | 軟式ハモリ部               | 大家志津香、倉持明日香、小林香菜、小森美果、佐藤すみれ、平嶋夏海、近野莉菜、佐藤夏希、鈴木まりや |
| 11 | 12月8日        | 若手芸人病                 | 市川美織、平嶋夏海、入山杏奈 |
| 11 | 12月8日        | 魁!!モテる塾               | 増田有華、宮澤佐江、北原里英、宮崎美穂、平嶋夏海、小森美果、仁藤萌乃 |
| 11 | 12月8日        | 疑心暗鬼戦士ホンマヤン2    | 横山由依、小森美果、佐藤亜美菜、高城亜樹、宮澤佐江、藤江れいな |
| 12 | 12月15日       | 教習所                     | 高橋みなみ、高城亜樹 |
| 12 | 12月15日       | ゴキンス一族の華麗なる終焉 | 市川美織、佐藤亜美菜、島田晴香、平嶋夏海 |
| 12 | 12月15日       | 空想少女                   | 佐藤すみれ、入山杏奈、佐藤亜美菜、山内鈴蘭 |
| 12 | 12月15日       | ちょいワルおやじ           | 横山由依、石田晴香、内田眞由美、北原里英 |
| 12 | 12月15日       | スーパーイリュージョン     | 宮崎美穂、近野莉菜、佐藤亜美菜 |
| 12 | 12月15日       | キタゴロウさん             | 北原里英、小森美果、高城亜樹、横山由依、宮崎美穂、藤江れいな |
| 13 | 12月22日       | 母の日記                   | 高橋みなみ、鈴木まりや、横山由依、北原里英、内田眞由美 |
| 13 | 12月22日       | 初めての体験               | 柏木由紀、北原里英、横山由依、石田晴香、鈴木紫帆里、鈴木まりや、内田眞由美 |
| 13 | 12月22日       | 聖なる夜に                 | 島田晴香、市川美織、入山杏奈、秋元才加、佐藤亜美菜 |
| 13 | 12月22日       | ネガティ部                 | 増田有華、近野莉菜 |
| 13 | 12月22日       | 混乱した神経               | 山内鈴蘭、島田晴香、入山杏奈 |
| 13 | 12月22日       | 疑心暗鬼戦士ホンマヤン3    | 横山由依、北原里英、宮崎美穂、仁藤萌乃 |
| 14 | 2012年 1月12日 | 宇宙人、ゴルフ場に襲来     | 高橋みなみ、内田眞由美、高城亜樹、大家志津香、鈴木紫帆里、石田晴香 |
| 14 | 2012年 1月12日 | 業界用語講座               | 松井玲奈、原望奈美、矢神久美、木﨑ゆりあ、小野晴香、木本花音、金子栞 |
| 14 | 2012年 1月12日 | 失態が多い料理店           | 板野友美、横山由依、中塚智実 |
| 14 | 2012年 1月12日 | 癖                         | 指原莉乃、宮澤佐江、梅田彩佳 |
| 14 | 2012年 1月12日 | 結婚相談所                 | 石田晴香、北原里英、横山由依、鈴木紫帆里、内田眞由美、鈴木まりや |
| 14 | 2012年 1月12日 | ドラマチック               | 梅田彩佳、松井咲子、宮澤佐江、片山陽加、前田亜美 |
| 15 | 1月19日        | 人文字戦隊アドバイスマン   | 高橋みなみ、北原里英、横山由依、石田晴香、大家志津香、鈴木まりや、鈴木紫帆里 |
| 15 | 1月19日        | 囲み取材                   | 松井玲奈、矢神久美、木﨑ゆりあ、小野晴香、木本花音、金子栞 |
| 15 | 1月19日        | 申し上げにくいのですが…    | 柏木由紀、北原里英、横山由依、鈴木紫帆里、鈴木まりや |
| 15 | 1月19日        | 優先席                     | 島崎遥香、小森美果、菊地あやか、中村麻里子、野中美郷、永尾まりや |
| 15 | 1月19日        | ダイイングメッセージ       | 内田眞由美、松井咲子、田名部生来、片山陽加、宮澤佐江、大家志津香、前田亜美 |
| 15 | 1月19日        | カメラ目線                 | 指原莉乃、宮澤佐江、梅田彩佳、田名部生来、藤江れいな、大家志津香、内田眞由美 |
| 15 | 1月19日        | 笑いに耐える木             | 片山陽加、大家志津香、中塚智実、野中美郷、小森美果 |
| 16 | 1月26日        | 怪人より怖い人             | 前田亜美、指原莉乃、宮澤佐江 |
| 16 | 1月26日        | パワースポット             | 松井玲奈、小木曽汐莉、木﨑ゆりあ |
| 16 | 1月26日        | フォーリンラブ             | 板野友美、横山由依、小森美果、野中美郷、中塚智実、菊地あやか、中村麻里子、永尾まりや |
| 16 | 1月26日        | ズレる女                   | 指原莉乃、藤江れいな、梅田彩佳 |
| 16 | 1月26日        | 定食タカラヅカ             | 秦佐和子、木本花音、矢神久美、原望奈美 |
| 16 | 1月26日        | 不審な弔問客               | 仲俣汐里、前田亜美、高橋みなみ、片山陽加、内田眞由美、田名部生来、松井咲子、藤江れいな |
| 17 | 2月2日         | 街頭インタビュー           | 板野友美、松井咲子、大島優子、内田眞由美、佐藤すみれ、河西智美 |
| 17 | 2月2日         | 何があったの?              | 高城亜樹、仲川遥香、前田亜美、多田愛佳、片山陽加 |
| 17 | 2月2日         | 落とし物                   | 高橋みなみ、前田亜美、田名部生来 |
| 17 | 2月2日         | 演歌の挨拶                 | 岩佐美咲、片山陽加、倉持明日香 |
| 17 | 2月2日         | 自首                       | 仲川遥香、多田愛佳 |
| 17 | 2月2日         | ジャーマネ                 | 島崎遥香、横山由依 |
| 18 | 2月9日         | ヒーローの2月14日          | 河西智美、大島優子、内田眞由美、松井咲子、石田晴香、佐藤すみれ |
| 18 | 2月9日         | 野球を知らない嫁           | 市川美織、小森美果、増田有華、宮崎美穂、永尾まりや |
| 18 | 2月9日         | ワケありお見合い           | 高城亜樹、倉持明日香、片山陽加、大家志津香 |
| 18 | 2月9日         | 猫カフェ                   | 梅田彩佳、松井咲子、島崎遥香、中塚智実 |
| 18 | 2月9日         | バレンタイン               | 板野友美、佐藤すみれ、松井咲子、石田晴香、内田眞由美 |
| 18 | 2月9日         | Vシネ風パート主婦          | 山内鈴蘭、佐藤亜美菜、鈴木紫帆里 |
| 19 | 2月16日        | 早着替え                   | 大島優子、内田眞由美、松井咲子、石田晴香 |
| 19 | 2月16日        | 擬音                       | 前田亜美、倉持明日香、多田愛佳、大家志津香、仲川遥香 |
| 19 | 2月16日        | モグラたたき               | 松井咲子、中塚智実、増田有華、田名部生来、小森美果、市川美織、内田眞由美 |
| 19 | 2月16日        | 異常な嫁と姑               | 宮崎美穂、小森美果、佐藤亜美菜 |
| 19 | 2月16日        | 占い師                     | 梅田彩佳、島崎遥香、内田眞由美、田名部生来 |
| 19 | 2月16日        | 格闘家族                   | 山内鈴蘭、宮崎美穂、増田有華、鈴木紫帆里、永尾まりや、市川美織 |
| 20 | 2月23日        | 幽霊マンション             | 高橋みなみ、峯岸みなみ、大場美奈 |
| 20 | 2月23日        | 姫のお部屋レポート         | 高城亜樹、大場美奈 |
| 20 | 2月23日        | 研究室                     | 梅田彩佳、峯岸みなみ、増田有華 |
| 20 | 2月23日        | 本能寺の変                 | 北原里英、峯岸みなみ |
| 20 | 2月23日        | 江戸っ子の気っ風           | 増田有華、梅田彩佳、宮崎美穂、佐藤亜美菜 |
| 20 | 2月23日        | 攻めの姿勢                 | 増田有華、梅田彩佳、佐藤亜美菜、菊地あやか、島田晴香 |

## 主題歌・挿入歌
エンディングテーマ
第1回 - 第9回
- AKB48「フライングゲット」（You, Be Cool!/KING RECORDS）

第10回 - 第20回 
- AKB48「上からマリコ」（You, Be Cool!/KING RECORDS）

挿入歌
第17回
- 岩佐美咲「無人駅」

## DVD
| リリース日    | タイトル                               | レーベル | 商品コード                                        | 形態                                                                                |
| ------------- | -------------------------------------- | -------- | ------------------------------------------------- | ----------------------------------------------------------------------------------- |
| 2012年7月14日 | ひかりTV presents AKB48コント びみょ〜 | AKS      | AKB-D2120 AKB-D2121 AKB-D2122 AKB-D2123 AKB-D2124 | スペシャルコンプリートDVDセット 単品版 vol.1 単品版 vol.2 単品版 vol.3 単品版 vol.4 |

## スタッフ
- 総合プロデューサー・企画：秋元康
- プロデューサー：松村匠
- ラインプロデューサー：吉田滋郎、北川謙二、矢野健一
- PM：冨田裕和、神門結真、小松圭介、山川裕史
- ディレクター：中村太洸、梶山飛博
- 助監督：三池智之、濱田禮徳
- 構成：小川浩之、樅野太紀、酒井義文、西野直樹、大平カンフー、安部裕之／菊原共基／伊藤正宏
- カメラ：青木芳行（エイ・フィールド）、奥平功、橋本聡
- 機材担当：小田裕亮
- 照明：根建勝広（プログレッソ）、上野甲子朗、遠矢和栄
- 美術：畠山健一（NVC）、喜屋武実、小木曽恵理子、小泉博康（アートブレイカーズ）、三枝晃子（アートブレイカーズ）
- 車両：Hurry
- スタイリスト：里山拓斗
- ヘアメイク：藤城亜衣、関谷佳代子、塚田美奈子
- かつら：山田かつら、川口かつら
- メイキング：影山拓哉（テーク・ワン）
- 録音：ジースタッフ、佐々野昌樹（エイ・フィールド）
- 編集：KRK PRODUCE
- CGプロデューサー：貞原能文、宮武泰明
- CG制作：山崎大輔
- MA：IMAGICA
- テロップ：濱田禮徳
- ロケ地協力：浜町スタジオ、TACS ODAIBA STUDIO
- 技術協力：エイ・フィールド、黒澤フィルムスタジオ、小輝日文、オムニバス・ジャパン
- 衣裳協力：茅野しのぶ
- 制作：NTTぷらら、板東浩二、沼尻孝、湯淺貴司、山下美奈子
- 製作著作：AKS